# Prächtiger Wurzelbecherling
Der Prächtige Wurzelbecherling oder Einfarbige Wurzelbecherling (Sowerbyella imperialis, Syn. Sowerbyella unicolor) ist ein Schlauchpilz aus der Familie der Feuerkissenverwandten.

## Merkmale

### Makroskopische Merkmale
Die gestielten Fruchtkörper haben einen Durchmesser von 5–50, gelegentlich bis 70 mm. Sie sind flach schalen- bis schüsselförmig. Der Stiel ist zum großen Teil im Erdreich verborgen und ist besonders im unteren Teil durch Myzelfasern leicht runzelig. Die Innenseite mit der Fruchtschicht ist orangegelblich bis dottergelb, die Außenseite ist blass zitronengelb, bei feuchtem Wetter mit fast derselben Farbe wie die Fruchtschicht. Die Konsistenz ist etwas elastisch.

### Mikroskopische Merkmale
Die Schläuche sind zylindrisch. Die Paraphysen sich fadenförmig und gerade, zum Teil aber gegabelt. Die elliptischen, durchscheinenden, feinwarzigen Sporen sind je nach Autor 11–15 × 5,5–7,5 µm groß. Sie besitzen ein oder zwei Öltropfen.

### Artabgrenzung
Der Gewöhnliche Wurzelbecherling (Sowerbyella radiculata) besitzt eine eher ockerfarbene Außenseite und eine stroh- bis mattgelbe Fruchtschicht. Er weist grobwarzige Sporen auf und seine Paraphysen sind an der Spitze gekrümmt. Er wächst vor allem in Nadelwäldern in der Streuschicht. Andere ähnliche Arten sind nur wenige Male beobachtet worden und kaum bekannt.

## Ökologie
Der Prächtige Wurzelbecherling lebt in Laub- und Nadelwäldern auf Kalk, besonders unter Fichten. Er ist recht selten und wächst vor allem im Herbst.

## Verbreitung
Der Prächtige Wurzelbecherling findet sich Europa, besonders in Skandinavien und Nordamerika. Er scheint recht selten zu sein.

## Systematik
Der Prächtige Wurzelbecherling wurde 1878 von Charles Horton Peck als Peziza imperialis erstbeschrieben. 1971 wurde die Art von Richard Paul Korf zu Sowerbyella gestellt. Der Gattungsname Sowerbyella ehrt den englischen Naturforscher James Sowerby (1757–1822).